# Calyptranthes scoparia
Calyptranthes scoparia är en myrtenväxtart som beskrevs av Otto Karl Berg. Calyptranthes scoparia ingår i släktet Calyptranthes och familjen myrtenväxter. Inga underarter finns listade i Catalogue of Life.